# Supercoppa Italiana (basketbal)
De Supercoppa Italiana di Pallacanestro is een Italiaanse bokaal in het basketbal die in 1995 voor het eerst werd georganiseerd door de Italiaanse basketbalbond, de Lega Basket. De naam Supercoppa Italia wordt in Italië in meerdere takken van sport uitgereikt aan de winnaars van de nationale bekertoernooien en is ook de benaming voor deze toernooien zelf. 

## Winnaars Coppa Italia
| Jaar | Plaats              | Winnaar                    | Uitslag      | Tegenstander               |
| ---- | ------------------- | -------------------------- | ------------ | -------------------------- |
| 1995 | Casalecchio di Reno | Buckler Beer Bologna       | 90 - 72      | Benetton Treviso           |
| 1996 | Assago              | Riello Mash Verona         | 79 - 72      | Stefanel Milano            |
| 1997 | Assago              | Benetton Treviso           | 78 - 58      | Kinder Bologna             |
| 1998 | Casalecchio di Reno | Teamsystem Bologna         | 66 - 59      | Kinder Bologna             |
| 1999 | Varese              | Varese Roosters            | 68 - 61      | Kinder Bologna             |
| 2000 | Siena               | Aeroporti di Roma Virtus   | 82 - 78      | Kinder Bologna             |
| 2001 | Genua               | Benetton Treviso           | 88 - 71      | Scavolini Pesaro           |
| 2002 | Genua               | Benetton Treviso           | 100 - 72     | Virtus Bologna             |
| 2003 | Treviso             | Oregon Scientific Cantù    | 85 - 79      | Benetton Treviso           |
| 2004 | Siena               | Montepaschi Siena          | 85 - 77      | Benetton Treviso           |
| 2005 | Bologna             | Climamio Bologna           | 84 - 75      | Benetton Treviso           |
| 2006 | Treviso             | Benetton Treviso           | 76 - 73      | Eldo Napoli                |
| 2007 | Siena               | Montepaschi Siena          | 96 - 50      | Benetton Treviso           |
| 2008 | Siena               | Montepaschi Siena          | 108 - 72     | A.IR. Avellino             |
| 2009 | Siena               | Montepaschi Siena          | 87 - 65      | Canadian Solar Bologna     |
| 2010 | Siena               | Montepaschi Siena          | 82 - 64      | Canadian Solar Bologna     |
| 2011 | Siena               | Montepaschi Siena          | 73 - 70      | Bennet Cantù               |
| 2012 | Forlì               | Lenovo Cantù               | 80 - 73      | Montepaschi Siena          |
| 2013 | Siena               | Montepaschi Siena *        | 81 - 66      | Cimberio Varese            |
| 2014 | Sassari             | Banco di Sardegna Sassari  | 96 - 88      | EA7 Emporio Armani Milano  |
| 2015 | Turijn              | Grissin Bon Reggio Emilia  | 80 - 68      | EA7 Emporio Armani Milano  |
| 2016 | Assago              | EA7 Emporio Armani Milano  | 90 - 72      | Sidigas Avellino           |
| 2017 | Forlì               | EA7 Emporio Armani Milano  | 82 - 77      | Umana Reyer Venezia        |
| 2018 | Brescia             | A❘X Armani Exchange Milano | 82 - 71      | FIAT Torino                |
| 2019 | Bari                | Banco di Sardegna Sassari  | 83 - 80 (OT) | Umana Reyer Venezia        |
| 2020 | Bologna             | A❘X Armani Exchange Milano | 75 - 68      | Segafredo Bologna          |
| 2021 | Casalecchio di Reno | Segafredo Bologna          | 90 - 84      | A❘X Armani Exchange Milano |
| 2022 | Brescia             | Segafredo Bologna          | 72 - 69      | Banco di Sardegna Sassari  |
| 2023 | Brescia             | Segafredo Bologna          | 97 - 60      | Germani Brescia            |
| 2024 | Casalecchio di Reno | EA7-Emporio Armani Milano  | 98 - 96 (OT) | Segafredo Bologna          |

- *opmerking: Naar aanleiding van het oordeel van het FIP Federale Hof met betrekking tot de sportieve rechtszaak tegen de clubleiding, over de beschuldiging van het ontvangen van gestolen goederen, criminele associatie voor belastingfraude en frauduleus bankroet, zijn de titels van het seizoen 2012/13 en 2013/14 ingetrokken.